# Go Hatano
Go Hatano (波多野 豪 Hatano Go?), född 25 maj 1998, är en japansk fotbollsspelare.
I maj 2017 blev han uttagen i Japans trupp till U20-världsmästerskapet 2017.